# Torre del Canuto (Rute)
La torre del Canuto es una construcción fortificada ubicada en la sierra Alta o sierra de Rute, dentro del parque natural de las Sierras Subbéticas de la provincia de Córdoba, Andalucía, específicamente en la cima del cerro Hacho, a unos 1000 metros de altitud. Fue realizada en 1347, durante el reinado de Yusuf I, sultán del Reino nazarí de Granada, debido a su situación de frontera. 
Desde la cumbre se divisan Rute, Cuevas de San Marcos, Iznájar, Encinas Reales, Lucena, Priego de Córdoba y Carcabuey. Alberga una altura de 8 metros, un diámetro de 5,25 metros construida a base de bloques de piedra caliza gris, que miden una media de 50 x 20 centímetros en sus lados y unos 25-30 centímetros de grosor. Está rodeada de un recinto cuadrangular de 6,50 x 4,50 metros de longitud realizado en mampostería.
Fue declarada como Bien de Interés Cultural en 1985 y posee un área de protección de 200 metros a su alrededor. Aparece en el escudo del municipio de Rute.

## Historia
A pesar de todas las dataciones erróneas que se le han dado en el pasado,se ha descubierto que la torre fue construida en 1347 gracias a una inscripción hallada. Esta fecha coincidiría con el reinado de Yusuf I, sultán del Reino nazarí de Granada, y su incursión en algunos territorios de la Subbética. Su construcción y la del castillo adosado corresponden a la necesidad de proteger esta zona de frontera, que cayó numerables veces de manos entre los castellanos y los nazaríes durante la Reconquista. Parece ser que quedó definitivamente controlado por la Corona de Castilla durante el reinado de Juan II, específicamente en el año 1433.
Una vez que los Reyes Católicos tomaron la ciudad de Granada en 1492 y concluyeron la contienda, la torre quedó en desuso y comenzó a sufrir un periodo de destrucción. Desde una fecha inconcreta de la Edad Moderna la torre tuvo un enorme orificio en su cara norte que la deterioró gravemente, hecho que pudo ser debido a la presencia de bandoleros en esta zona o a la búsqueda de tesoros islámicos tras la expulsión de los moriscos.

### Restauración
El 4 de noviembre de 2019 la Comisión Provincial de Patrimonio Histórico dio luz verde a la primera fase de consolidación de la torre del Canuto ante el peligro de derrumbe, en la que se realizó una limpieza superficial, consolidación de parámetros verticales, sustitución puntual de mampuestos y reintegración de las juntas perdidas. Esta primera fase concluyó en abril de 2020, bajo la supervisión del arquitecto José Manuel Reyes Alcalá. La segunda fase se aprobó el 28 de diciembre de 2020 con un presupuesto de unos 66.000 euros, en la que acometió la restitución de la fábrica del hueco noroeste.
Una vez concluyó la restauración de la torre, se comenzó la restauración del castillejo adyacente y se iluminó por primera vez el 18 de abril de 2023, Día Internacional de los Monumentos y Sitios, aunque únicamente lo hace dos horas al día debido a su situación dentro de un parque natural.